# Нараевка (река)
Нараевка (укр. Нараївка) — река во Львовском районе Львовской области, Тернопольском районе Тернопольской области, Ивано-Франковском районе Ивано-Франковской области Украины. Левый приток Гнилой Липы (бассейн Днестра).
Длина реки 56 км, площадь бассейна 357 км2. Долина в верховье V-образная, ниже преимущественно корытообразная, встречаются суженные каньоноподобные участки. Ширина долины до 800—1200 м (в низовьях), глубина до 60-80 м и более. Русло шириной от 0,5 до 4-5 м, в нижнем течении выпрямленное, глубиной 0,3-1,5 м. Уклон реки 2,9 м/км. На реке сооружены пруды, большая часть которых расположена к северу от посёлка городского типа Большовцы.
Исток расположен северо-восточнее села Подусов (Львовский район). Река течёт преимущественно на юг сначала по территории Перемышлянского низкогорья, далее — через Роганинское и Бурштынское Ополье. Впадает в Гнилую Липу южнее посёлка городского типа Большовцы.
Основные притоки Павловка (левый) и Уиздянка (правый).